# 郭玉峰 (1919年)
郭玉峰（1919年10月—2000年1月20日），河北海興人。曾任中国人民解放军第64军政治委员、中共中央組織部部長。1964年被授予少將軍銜。

## 生平
- 1919年10月生於河北海興。
- 1938年加入中國共產黨，任晋察冀三分区二团连政治指导员、营副政治委员，三分区政治部组织干事，定唐支队副政治委员，三分区政治部组织科科长，三支队七团政治处主任。
- 解放战争时期，任晋察冀四纵队十旅三十团、二十八团政治处主任、副政治委员，二十九团政治委员，六十四军炮兵团政治委员。
- 中华人民共和国成立后，出任中国人民解放军陆军第64军191師副政委。
- 1951年被任命為中國人民志願軍第64軍191師政委，後被授予朝鲜民主主义人民共和国二级国旗勋章、二级自由独立勋章。
- 1960年起任沈阳军区中國人民解放軍第64軍政委。
- 1966年文化大革命爆發，被周恩来调北京，进入中央組織部领导小组，时任组长为康生。[1]
- 1975年正式出任中共中央組織部部長。根據1981年的《中華人民共和國最高人民檢察院特別檢察廳起訴書》所載，郭玉峰於文革時期，協助康生，誣陷了曾任中央组织部部长的张闻天、陈云、安子文等人為叛徒、特務，並協助參與了數起冤案。
- 1976年文化大革命結束後，郭玉峰堅持不平反冤假錯案。
- 1977年被撤銷中央組織部部長職務。後被審查，在1983年7月被强行按转业处理并被开除了党籍，发配河北省邢台，租住两居室房屋，每月发150元生活费。[1]
- 2000年1月20日逝世，享年81歲。